# Физика твёрдого тела
Фи́зика твёрдого те́ла — раздел физики конденсированного состояния, задачей которого является описание физических свойств твёрдых тел с точки зрения их атомного строения. Интенсивно развивалась в XX веке после открытия квантовой механики. Развитие стимулировалось широким спектром важных задач прикладного характера, в частности, развитием полупроводниковой техники.
В настоящее время физика твёрдого тела разбилась на большое количество более мелких направлений.

## История

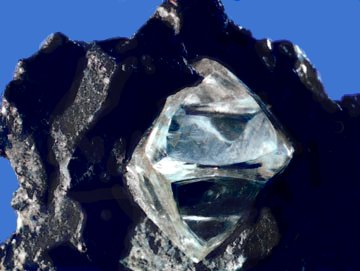
Внешний вид алмаза…

…и схематическое изображение его кристаллической решетки

Кристаллы многих минералов и драгоценных камней были известны и описаны ещё несколько тысячелетий назад. Одна из наиболее ранних зарисовок кристаллов содержится в китайской фармакопее XI века нашей эры. Кристаллы кварца из императорской короны, сохранившиеся с 768 года нашей эры, находятся в Сёсоине, сокровищнице японских императоров в Нара. Кристаллом называли вначале только лёд, а затем и кварц, считавшийся окаменевшим льдом. В конце эпохи средневековья слово «кристалл» стало употребляться в более общем смысле.
Геометрически правильная внешняя форма кристаллов, образующихся в природных или лабораторных условиях, натолкнула учёных ещё в XVII веке на мысль, что кристаллы образуются посредством регулярного повторения в пространстве одного и того же структурного элемента. При росте кристалла в идеальных условиях форма его в течение всего роста остается неизменной, как если бы к растущему кристаллу непрерывно присоединялись бы элементарные кирпичики. Сейчас известно, что такими элементарными кирпичиками являются атомы или группы атомов. Кристаллы состоят из атомных рядов, периодически повторяющихся в пространстве и образующих кристаллическую решетку. В XVIII веке минералогами было сделано важное открытие: оказалось, что индексы, определяющие положение в пространстве любой грани кристалла, суть целые числа. Гаюи показал, что это можно объяснить расположением идентичных частичек в ряды, периодически повторяющиеся в пространстве. В 1824 году Зибер из Фрайбурга предположил, что элементарные составляющие кристаллов («кирпичики», атомы) являются маленькими сферами. Он предложил эмпирический закон межатомной силы с учётом как сил притяжения, так и сил отталкивания между атомами, что было необходимо для того, чтобы кристаллическая решетка была стабильным равновесным состоянием системы идентичных атомов.
8 июня 1912 года в Баварской Академии наук в Мюнхене слушался доклад «Интерференция рентгеновских лучей». В первой части доклада Лауэ выступил с изложением элементарной теории дифракции рентгеновских лучей на периодическом атомном ряду. Во второй части доклада Фридрих и Книппинг сообщили о первых экспериментальных наблюдениях дифракции рентгеновских лучей в кристаллах. Этой работой было показано, что рентгеновские лучи являются волнами, так как они способны дифрагировать. Работа неопровержимо доказала также, что кристаллы состоят из периодических рядов атомов. С этого дня началась та физика твёрдого тела, какой мы знаем её сегодня. В годы, непосредственно следующие за 1912 годом, в физике твёрдого тела было сделано много важных пионерских работ. Первыми кристаллическими структурами, определенными У. Л. Брэггом в 1913 года с помощью рентгеновского дифракционного анализа, были структуры кристаллов KCl, NaCl, KBr и KI.
После открытия дифракции рентгеновских лучей и публикации серии простых и весьма успешных работ с расчётами и предсказаниями свойств кристаллических веществ началось фундаментальное изучение атомной структуры кристаллов.
В 1930-е годы работами В. Гейзенберга, Паули, М. Борна были созданы основы квантово-механической теории твёрдого тела, что позволило объяснить и прогнозировать интересные физические эффекты в твёрдых телах. Ускоряли формирование физики твёрдого тела потребности нарождающейся твердотельной электроники в новых сверхчистых материалах. Здесь можно указать важнейшее событие — открытие в 1948 г. У. Шокли, У. Браттейном и Дж. Бардином усилительных свойств транзистора.
В настоящее время методы и теория твёрдого тела, развитые для описания свойств и структуры монокристаллов, широко применяются для получения и исследования новых материалов: композитов и наноструктур, квазикристаллов и аморфных тел. Физика твёрдого тела служит основой для изучения явлений высокотемпературной сверхпроводимости, гигантского магнетосопротивления и многих других перспективных современных наукоёмких технологий.
Физика твёрдого тела сводится, в сущности, к установлению связи между свойствами индивидуальных атомов и молекул и свойствами, обнаруживаемыми при объединении атомов или молекул в гигантские ассоциации в виде регулярно-упорядоченных систем — кристаллов. Эти свойства можно объяснить, опираясь на простые физические модели твёрдых тел. Реальные кристаллы и аморфные твёрдые тела значительно сложнее, но эффективность и полезность простых моделей едва ли можно переоценить. Предметом данной области науки являются, прежде всего, свойства веществ в твёрдом состоянии, их связь с микроскопическим строением и составом, эвристическое прогнозирование и поиск новых материалов и физических эффектов в них. Фактически физика твёрдого тела служит базой для физического материаловедения.

## Кристаллофизика
Кристаллы — это твёрдые вещества, в которых атомы располагаются правильным образом относительно друг друга. Эту правильность их относительного взаимного расположения можно описать на основе понятий симметрии; элементы симметрии кристалла определяют симметрию его физических свойств.
Обычно считается, что кристаллы имеют правильную форму с плоскими гранями и прямыми ребрами. Симметрия и правильность внешней формы кристаллических многогранников отличительная, но не обязательная их особенность. В заводских и лабораторных условиях часто выращивают кристаллы не многогранные, что, однако, не изменяет их свойств.
Из всех состояний вещества твёрдое тело имеет наименьшую свободную энергию, и поэтому является равновесным при умеренных и низких температурах. Частицы твёрдого тела объединяются друг с другом с помощью химических связей. Уравнение для энергии связи любого типа может быть представлено в виде двучленного выражения, содержащего члены, отвечающие за энергию притяжения и энергию отталкивания. Суммарная энергия связи для кристалла имеет вид кривой, имеющей единственный минимум. Поэтому в каждом направлении частицы твёрдого тела располагаются в единственно возможных равновесных положениях, соответствующих минимуму энергии в данном направлении. Возникает строгая трёхмерная периодичность положения частиц, образующих твёрдое тело. Эта периодичность объясняет огранку кристаллов и анизотропию их свойств.
Идеальный кристалл твёрдого тела можно получить путём бесконечного повторения в пространстве определенной группы атомов или молекул данного вещества. В наиболее простом случае такая структурная единица состоит из одного атома. В более сложных веществах такая структурная единица содержит десятки и сотни, а в кристаллах белков — тысячи атомов или молекул.
Кристаллическую структуру описывают с помощью периодически повторяющейся в пространстве элементарной ячейки, имеющей форму параллелепипеда, и базиса — набора координат атомов в пределах элементарной ячейки. Каждая из таких элементарных ячеек может быть отнесена к одной из сингоний (по форме элементарной ячейки) или кристаллических систем (в зависимости от набора элементов симметрии кристалла). В зависимости от набора элементарных трансляций кристаллические решетки подразделяются на четырнадцать решёток Браве.

### Обратная решётка
Пространственная решетка кристалла непригодна для анализа волновых процессов в кристалле.
Для описания периодического распределения отражающей способности кристалла по отношению к рентгеновским лучам вводят понятие обратной решетки. Основные векторы обратной решетки в физике твёрдого тела вводятся соотношениями:
{\displaystyle \mathbf {b_{1}} =2\pi {\frac {\mathbf {a_{2}} \times \mathbf {a_{3}} }{\mathbf {a_{1}} \cdot (\mathbf {a_{2}} \times \mathbf {a_{3}} )}}}
{\displaystyle \mathbf {b_{2}} =2\pi {\frac {\mathbf {a_{3}} \times \mathbf {a_{1}} }{\mathbf {a_{2}} \cdot (\mathbf {a_{3}} \times \mathbf {a_{1}} )}}}
{\displaystyle \mathbf {b_{3}} =2\pi {\frac {\mathbf {a_{1}} \times \mathbf {a_{2}} }{\mathbf {a_{3}} \cdot (\mathbf {a_{1}} \times \mathbf {a_{2}} )}}}
Данные векторы имеют размерность обратной длины.
В кристаллографии обычно опускают в этих соотношениях множитель {\displaystyle 2\pi }; большинство же физиков множитель {\displaystyle 2\pi } оставляют. Иногда этот вопрос становится предметом споров между кристаллографами и твердотельщиками.
На самом деле здесь нет противоречия, это вопрос удобства, отсутствие множителя {\displaystyle 2\pi } может упростить некоторые математические вычисления.
Кристаллическая решетка — решетка в обычном, реальном пространстве. Обратная решетка — решетка в пространстве Фурье. Другими словами, обратная решётка (обратное пространство, импульсное пространство) является Фурье-образом прямой кристаллической решётки (прямого пространства).

### Дефекты кристалла
Все реальные твёрдые тела, как монокристаллические, так и поликристаллические, содержат так называемые структурные дефекты, типы, концентрация, поведение которых весьма разнообразны и зависят от природы, условий получения материалов и характера внешних воздействий. Большинство дефектов, созданных внешним воздействием, термодинамически неустойчиво, а состояние системы в этом случае является возбуждённым (неравновесным). Таким внешним воздействием может быть температура, давление, облучение частицами и квантами высоких энергий, введение примесей, фазовый наклёп при полиморфных и других превращениях, механическое воздействие и т. п. Переход в равновесное состояние (релаксация) может проходить разными путями и, как правило, реализуется посредством ряда метастабильных состояний.
Дефекты одних типов, взаимодействуя (рекомбинируя) с дефектами того же или иного типов, могут аннигилировать или образовывать новые ассоциации дефектов. Эти процессы сопровождаются уменьшением энергии системы.
По числу направлений N, в которых простирается нарушение периодического расположения атомов в кристаллической решетке, вызванное данным дефектом, выделяют дефекты:
- Точечные (нульмерные, N=0);
- Линейные (одномерные, N=1);
- Поверхностные (двухмерные, N=2);
- Объемные (трёхмерные, N=3);

В кристаллах элементарных веществ к точечным дефектам относят вакансии и межузельные атомы. В кристаллах соединений также возможные так называемые антиструктурные дефекты. В случае наличия в кристалле примесей возникают также дефекты связанные с атомами примеси. Точечные дефекты, не связанные с наличием примесей, называют собственными, связанные с наличием примесей — примесными. Для обозначения точечных дефектов чаще всего используют систему символов, состоящую из заглавной буквы, обозначающей тип дефекта, нижнего индекса, обозначающего положение дефекта, верхний индекс, обозначающий зарядовое состояние дефекта.
- Вакансией ({\displaystyle \mathbf {V} }) называют свободный узел решетки, который в идеальной решетке занят атомом.
- Межузельный атом ({\displaystyle \mathbf {A_{i}} }) — атом, расположенный в межатомной поре (но не в вакансии).
- Антиструктурный дефект ({\displaystyle \mathbf {A_{B}} }) — атом одного компонента соединения, занимающий узел не в своей подрешетке ({\displaystyle \mathbf {A} }, а в чужой (в подрешетке компонента {\displaystyle \mathbf {B} })
- Примесный атом замещения — замена атома одного типа, атомом другого типа в узле кристаллической решетки. В позициях замещения могут находиться атомы, которые по своим размерам и электронным свойствам относительно слабо отличаются от атомов основы.
- Примесный атом внедрения — атом примеси располагается в междоузлии кристаллической решетки. В металлах примесями внедрения обычно являются водород, углерод, азот и кислород. В полупроводниках — это примеси, создающие глубокие энергетические уровни в запрещенной зоне, например, медь и золото в кремнии.

Точечные дефекты могут образовывать кластеры (например: пара Френкеля {\displaystyle \mathbf {V+A_{i}} }, дефект по Шоттки — атом, ушедший на поверхность или в дислокацию с образованием вакансии — {\displaystyle \mathbf {V+A_{s}} } и мн. др.), скопления (например, две расположенные рядом вакансии — бивакансия), переходить в заряженное состояние (ионизовываться), то есть играть роль доноров или акцепторов.
К линейным дефектам относят дислокации и дисклинации.
- Дислокация (кристаллография) — граница области незавершенного сдвига в кристалле. Дислокации возникают в процессе роста кристалла; при его пластической деформации и во многих других случаях. Их распределение и поведение при внешних воздействиях определяют важнейшие механические свойства, в частности, такие, как прочность, пластичность и др.
- Дисклинация — граница области незавершенного поворота в кристалле.

К двухмерным несовершенствам относят внутрифазные и межфазные границы.
К объемным (трёхмерным) дефектам относят скопления вакансий, образующие поры и каналы; частицы, оседающие на различных дефектах (декорирующие), например, пузырьки газов, пузырьки маточного раствора; скопления примесей в виде секторов (песочных часов) и зон роста. Как правило, это поры или включения примесных фаз. Представляют собой конгломерат из многих дефектов. Происхождение — нарушение режимов роста кристалла, распад пересыщенного твёрдого раствора, загрязнение образцов. В некоторых случаях (например, при дисперсионном твердении) объемные дефекты специально вводят в материал, для модификации его физических свойств.
Дефекты делят на термодинамически равновесные и термодинамически неравновесные.
К термодинамически равновесным относят точечные дефекты, при наличии которых энергия системы меньше, чем в их отсутствие. Это уменьшение энергии осуществляется за счет увеличения энтропии. К таким дефектам относятся только те, энергия которых может быть обеспечена флуктуациями тепловой энергии системы.
Все остальные точечные дефекты, а также все одно-, двух- и трёхмерные дефекты относятся к термодинамически неравновесным, и кристалл принципиально может быть получен без них.

## Электропроводность
- проводник
- резистор
- диэлектрики
- p-n полупроводник
- сверхпроводники
- теория ферми-жидкости
- латтинжеровская жидкость
- электропроводность металлов
- Гальванооптические явления
  - эффект Дембера
- Гальваномагнитные явления
  - Эффект Холла
    - Квантовый эффект Холла

  - Эффект Эттингсгаузена
  - Эффект Нернста-Эттингсгаузена
  - Эффект Риги-Ледюка
  - Магнетосопротивление
  - Гигантское магнитное сопротивление

Магнетизм
- парамагнетики и диамагнетики
- ферромагнетизм
  - магноны
- антиферромагнетизм
- Магнитный резонанс
- спиновые стекла
- Эффект Кондо

## Фазовые переходы
- Фазовые переходы первого рода
- Фазовые переходы второго рода
- Теоретические методы описания фазовых переходов
  - Метод ренормгруппы
    - Блочный гамильтониан, преобразование Каданова
    - Термодинамическая гипотеза подобия

  - Точно решаемые модели фазовых переходов
  - Численное моделирование фазовых переходов